# President de la República Democràtica del Congo
Aquesta és la llista dels caps d'Estat de la República Democràtica del Congo (antic Zaire) des de la independència, el 1960. L'actual cap d'estat és el President Joseph Kabila, des del 17 de gener de 2001.

## Caps d'estat
(Les dates en cursiva indiquen una successió de facto)
| Mandat                                      | Cap d'estat           | Cap d'estat                                   | Partit        | Notes                                              |
| ------------------------------------------- | --------------------- | --------------------------------------------- | ------------- | -------------------------------------------------- |
| República del Congo                         |                       |                                               |               |                                                    |
| 1 de juliol de 1960 1 d'agost de 1964       |                       | Joseph Kasavubu, President                    | ABAKO         |                                                    |
| 31 de març de 1961 5 d'agost de 1961        |                       | Antoine Gizenga, Cap d'estat                  | MNC (Lumumba) | Govern rebel a Stanleyville                        |
| República Democràtica del Congo             |                       |                                               |               |                                                    |
| 1 d'agost de 1964 24 de novembre de 1965    |                       | Joseph Kasavubu, President                    | ABAKO         | Enderrocat per un cop d'estat                      |
| 24 de novembre de 1965 27 d'octubre de 1971 | Joseph-Désiré Mobutu  | Joseph-Désiré Mobutu, President               | Militar MPR   |                                                    |
| República del Zaire                         |                       |                                               |               |                                                    |
| 27 d'octubre de 1971 10 de gener de 1972    | Joseph-Désiré Mobutu  | Joseph-Désiré Mobutu, President               | MPR           | Es va canviar el nom pel de Mobutu Sese Seko       |
| 10 de gener de 1972 16 de maig de 1997      | Joseph-Désiré Mobutu  | Mobutu Sese Seko, President                   | MPR           | Enderrocat al final de la Primera guerra del Congo |
| República Democràtica del Congo             |                       |                                               |               |                                                    |
| 16 de maig de 1997 29 de maig de 1997       | Laurent-Désiré Kabila | Laurent-Désiré Kabila, Cap d'estat accidental | AFDAC         |                                                    |
| 29 de maig de 1997 16 de gener de 2001      | Laurent-Désiré Kabila | Laurent-Désiré Kabila, President              | AFDAC         | Assassinat                                         |
| 17 de gener de 2001 26 de gener de 2001     | Joseph Kabila         | Joseph Kabila, President interí               | AFDAC         |                                                    |
| 26 de gener de 2001                         | Joseph Kabila         | Joseph Kabila, President                      | AFDAC/PPRD    |                                                    |